# Mette Langdal
Mette Langdal (født 1958) er folkeskolelærer på Vamdrup Skole og kandidat ved Europa-Parlamentsvalget 2014 for Folkebevægelsen mod EU. Hun bor i Nustrup ved Vojens.  
I 1997-2001 var Mette Langdal landsformand for Retsforbundet, hvor hun stadig er medlem af landsledelsen (dvs. hovedbestyrelsen). Hun har også været folketingskandidat for sit parti. Mette Langdal er medlem af bestyrelserne for Nødvendigt Forum, Rødding Højskole og en skolebestyrelse.